# NGC 4135
NGC 4135 is een balkspiraalstelsel in het sterrenbeeld Jachthonden. Het hemelobject werd op 4 mei 1881 ontdekt door de Franse astronoom Édouard Jean-Marie Stephan.

## Synoniemen
- MCG 7-25-32
- ZWG 215.34
- PGC 38601